# ادی ودر
ادی وِدِر (انگلیسی: Eddie Vedder؛ زادهٔ ۲۳ دسامبر ۱۹۶۴) موسیقی‌دان اهل ایالات متحده آمریکا است که بیشتر به‌عنوان خواننده و نوازنده اصلی گروه پرل جم شناخته می‌شود. وی از سال ۱۹۷۹ میلادی تاکنون مشغول فعالیت بوده‌است.